# Ken Stott
Kenneth Campbell "Ken" Stott (Edimburgo, 19 de outubro de 1954) é um ator escocês, conhecido no Reino Unido pelos seus papéis na televisão. Ele é mais conhecido pelos seus papéis na série de ficção Rebus e pelo seu papel do anão Balin na trilogia O Hobbit (2012-2014).

## Infância
Stott nasceu em Edimburgo. Sua mãe, Antonia, foi professora cujo pai tinha sido anteriormente um sacerdote. Seu pai, David Stott, era um professor escocês e administrador educacional. Ele foi criado como um católico romano. Stott foi educado na escola de George Heriot. Durante três anos, em sua juventude, ele foi membro de uma banda chamada Keyhole, cujos membros mais tarde passaram a formar o Bay City Rollers. Depois de assistir Mountview Academy of Theatre Arts, em Londres, Stott começou a trabalhar no teatro para a Royal Shakespeare Company, mas durante alguns anos o seu salário de atuação era mínimo e ele foi forçado a sustentar-se trabalhando como vendedor de vidros duplos. Isto é ecoado no personagem que ele interpreta em Takin 'Over the Asylum.

## Filmografia
| Ano       | Título                                      | Papel               | Notas |
| --------- | ------------------------------------------- | ------------------- | --- |
| 1977      | Secret Army                                 | Baroja              | TV |
| 1982      | King Lear                                   | Curan               | TV |
| 1983      | The Beggar's Opera                          | Jemmy Twitcher      | TV |
| 1985      | Taggart                                     | Dr. MacNaughten     | Série TV: 1 episódio |
| 1986      | The Singing Detective                       | Uncle John          | Série TV: 2 episódios |
| 1988      | For Queen and Country                       | Civil Servant       | |
| 1990      | Your Cheatin' Heart                         | Fraser Boyle        | Série TV: 6 episódios |
| 1993      | Elvis and the Colonel: The Untold Story     | -                   | TV Desconhecido |
| 1993      | Anna Lee                                    | Bernie Schiller     | TV |
| 1993      | Franz Kafka's It's a Wonderful Life         | Woland the Knifeman | Pequeno filme |
| 1993      | Being Human                                 | Gasper Diez         | |
| 1994      | Takin' Over the Asylum                      | Eddie               | Série TV: 6 episódios |
| 1994      | Shallow Grave                               | DI McCall           | |
| 1996      | Saint-Ex                                    | Prevot              | |
| 1996      | Silent Witness                              | Sergeant Bob Claire | Série TV: 2 episódios |
| 1996      | A Mug's Game                                | McCaffrey           | |
| 1996      | Rhodes                                      | Barney Barnato      | Série TV: 5 episodios |
| 1997      | The Boxer                                   | Ike Weir            | |
| 1997      | Stone, Scissors, Paper                      | Redfern             | TV |
| 1997      | Fever Pitch                                 | Ted, the Headmaster | |
| 1999      | Dockers                                     | Tommy Walton        | TV |
| 1999      | The Debt Collector                          | Gary Keltie         | |
| 1999      | Plunkett & Macleane                         | Chance              | |
| 1999      | Vicious Circle                              | Martin Cahill       | TV |
| 1999-2003 | The Vice                                    | DI Pat Chappel      | Série TV: 16 Episodios Nomiado - British Academy Television Awardpara melhor ator                                                |
| 2000      | The Miracle Maker                           | Simon Peter         | Voz |
| 2001      | Messiah (aka Messiah I: The First Killings) | DCI Red Metcalfe    | Série TV |
| 2002      | Messiah 2: Vengeance is Mine                | DCI Red Metcalfe    | Série TV |
| 2003      | Promoted to Glory                           | Mike                | TV |
| 2003      | The Key                                     | Billy               | TV |
| 2003      | I'll Sleep When I'm Dead                    | Turner              | |
| 2004      | Messiah                                     | DCI Red Metcalfe    | Série TV |
| 2004      | King Arthur                                 | Marius Honorius     | |
| 2004      | Spivs                                       | Jack                | |
| 2005      | Casanova                                    | Dalfonso            | |
| 2005      | Messiah: The Harrowing                      | DCI Red Metcalfe    | Série TV |
| 2005      | The Girl in the Café                        | Chancellor          | |
| 2005      | The Mighty Celt                             | Good Joe            | |
| 2005      | Uncle Adolf                                 | Adolf Hitler        | TV |
| 2006-2007 | Rebus                                       | DI John Rebus       | Série TV: 10 episódios |
| 2007      | Charlie Wilson's War                        | Zvi Rafiah          | |
| 2008      | The Chronicles of Narnia: Prince Caspian    | Trufflehunter       | Voz |
| 2008      | Hancock and Joan                            | Tony Hancock        | TV Scottish BAFTA para melhores performances de atuação na televisão Nomeado - British Academy Television Award para melhor ator |
| 2010      | Toast                                       | Pai                 | |
| 2011      | The Runaway                                 | Joey Pasqualino     | |
| 2011      | One Day                                     | Dexter's Dad        | |
| 2012      | The Hobbit: An Unexpected Journey           | Balin               | |
| 2013      | The Hobbit: The Desolation of Smaug         | Balin               | |
| 2014      | The Hobbit: The Battle of Five Armies       | Balin               | |